# 白雪 (陸上選手)
白 雪（はく せつ、拼音: Bái Xuě バイ・シュエ、1988年12月13日 - ）は、中国の女子陸上競技（長距離走・マラソン）選手。

## 経歴
黒龍江省依安県出身。10代で頭角を現し、2005年のアジア陸上競技選手権大会（韓国・仁川広域市）の女子5000m及び10000mで優勝した。
2008年8月15日の第29回夏季オリンピック北京大会では女子10000mに出場したが、21位に終わっている。
2009年3月8日の名古屋国際女子マラソンに出場、28km過ぎまで先頭争いに加わっていたがその後ペースダウン、2時間35分17秒の13位に留まった。
2009年8月23日に行われた第12回世界陸上競技選手権大会（ドイツ・ベルリン）では、女子マラソンに出場。日本の尾崎好美との競争になり、最後の1kmで尾崎を振り切って2時間25分15秒のタイムで優勝した。同大会で女子マラソンの種目では、中国選手として初の金メダル獲得を果たした。